# 11-11
11-11 (spreek uit: Eleven Eleven) is het eerste studioalbum van de Nederlandse rockband Voicst. De single Whatever You Want From Life werd gebruikt in een reclamespot voor Heineken en in het computerspel 2006 FIFA World Cup.
Over de naam van het album zegt zanger Tjeerd Bomhof het volgende:

We zaten van 11 uur ’s ochtends tot 11 uur ’s avonds in de studio, op 11th Avenue in New York. Veel elven dus.

## Tracklist
1. Whatever You Want from Life (2:50)
2. We Are on a Chemical Push (3:30)
3. Dazzled Kids (2:40)
4. You Look Like Coffee (2:34)
5. Detail 2003 (2:59)
6. Upside (3:23)
7. Someone Wake Me (1:08)
8. Shut Up and Dance (2:46)
9. Sgt. Gonzo (3:06)
10. Porn (3:14)
11. And You Taste Like Something's Wrong (2:41)
12. How to Put It? (1:19)
13. Enjoy the Kickback... (5:28)